# Teodolite

Schema semplificato di un teodolite

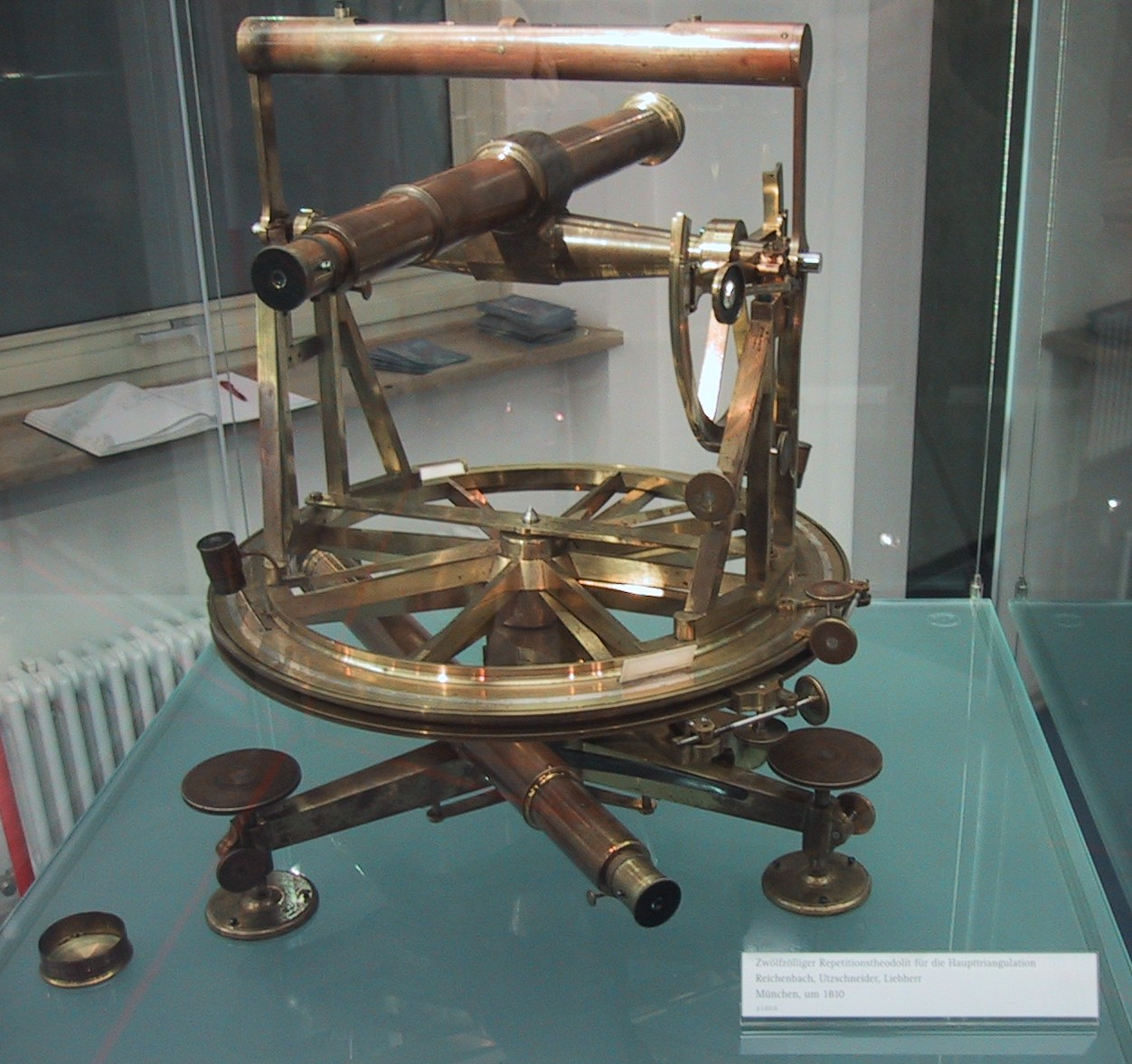
Teodolite Reichenbach, Utzschneider e Liebherr di tipo ripetitore con cerchio orizzontale di 12 pollici del 1830 conservato a Monaco di Baviera

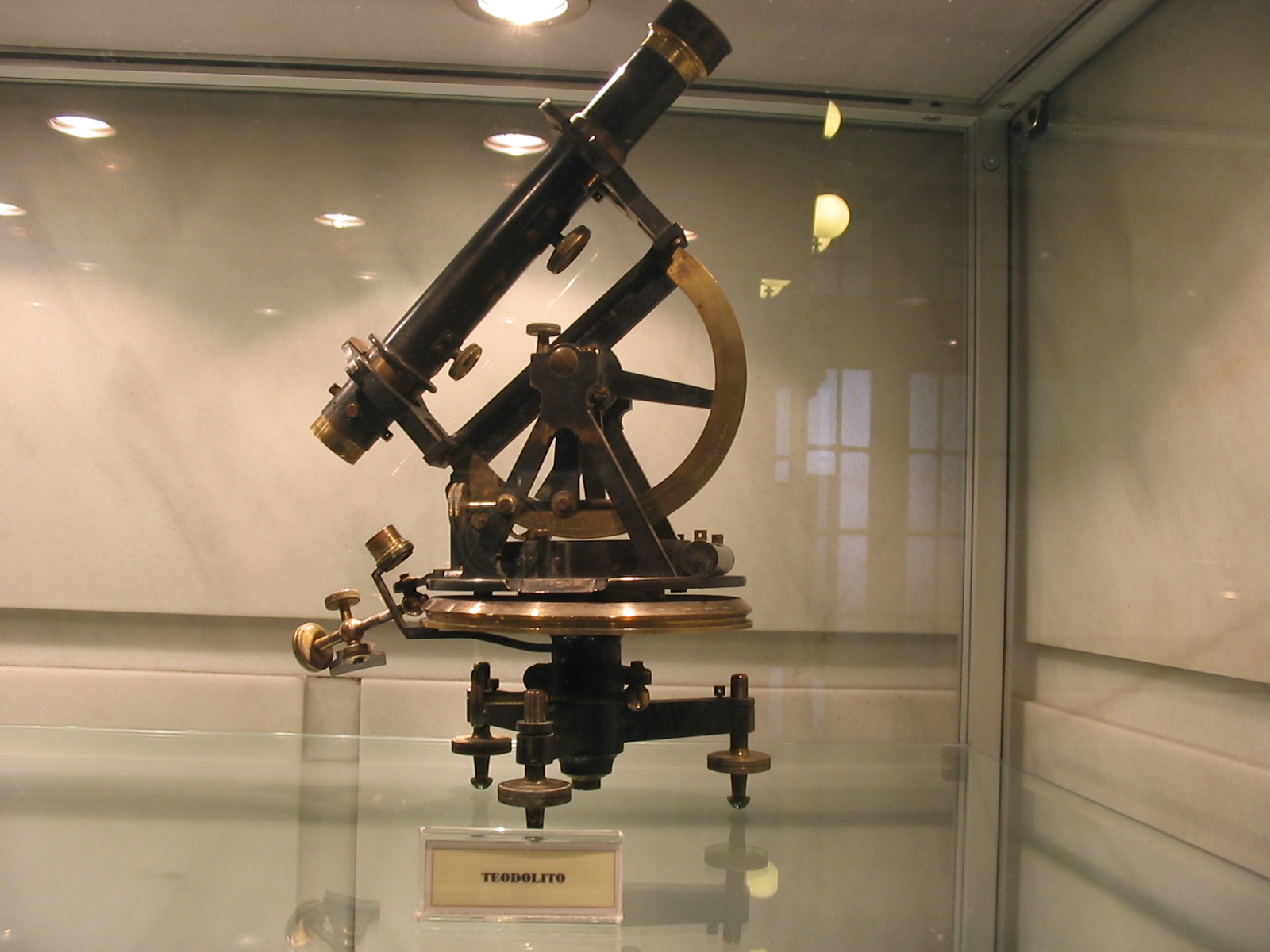
Teodolite ottocentesco conservato nel Museo Geominero di Madrid

Il teodolite è uno strumento  a cannocchiale  per la misurazione degli angoli azimutali (cioè contenuti in un piano orizzontale) e zenitali (cioè contenuti in un piano verticale), usato per rilievi geodetici e topografici.
Il principio di funzionamento teorico del teodolite può essere compreso analizzando il concetto di triangolazione.

## Descrizione
Il teodolite è costituito essenzialmente da una base, un'alidada e da un cerchio graduato orizzontale e uno verticale. La base è dotata di una livella e di viti per regolare la verticalità dell'asse principale dello strumento. L'alidada è montata sulla base in modo da poter ruotare attorno all'asse verticale e a sua volta è munita di un cannocchiale che ruota su un asse orizzontale. I cerchi graduati orizzontale e verticale sono solidali rispettivamente al basamento o all'alidada e all'asse di rotazione del cannocchiale. Le condizioni per cui il teodolite si dice rettificato sono:
- assi a due a due ortogonali tra loro;
- assi che si intersecano in un unico punto, detto centro strumentale.

Inoltre, prima di effettuare le misure, è necessario centrare la bolla della livella, cioè far sì che la tangente centrale della livella (una fiala di vetro a forma di calotta sferica o a forma toroidale riempita parzialmente di liquido, in modo da formare nella parte alta una bolla d'aria), sia parallela alla retta di appoggio. Questo permette di ottenere la precisione necessaria nelle misure topografiche.
Le misurazioni azimutali sono fatte sul cerchio orizzontale mentre quelle zenitali sono effettuate su quello verticale. Per ottenere una maggiore precisione le letture sono ripetute su zone diverse del cerchio azimutale (regolabile mediante una vite) e assumendo come valore la media di queste calcolata mediante la regola di Bessel.
Si differenzia sostanzialmente dal tacheometro, che misura anche le distanze, per la maggiore precisione delle misure angolari: un teodolite può apprezzare normalmente da uno a cinque secondi centesimali, un tacheometro inizia ad apprezzare mediamente dai venti secondi centesimali in su.
Attualmente sono stati quasi completamente sostituiti da Total Station, o stazione totale, che in pratica è un teodolite con un distanziometro accoppiato quasi sempre coassialmente (cioè il punto in cui viene effettuata la misura angolare è anche il punto in cui viene rilevata la distanza); lo stesso distanziometro può essere del tipo tradizionale, e cioè ha bisogno del prisma riflettente per effettuare la misura distanziometrica, oppure del tipo laser, che rileva la distanza senza l'ausilio del prisma, molto utile in caso di punti inaccessibili.
Le stazioni totali sono spesso dotate di un piccolo computer in grado di memorizzare automaticamente la lettura degli angoli orizzontale e zenitale, oltre che la distanza, di ciascun punto, e riversare il tutto direttamente su un computer fisso attraverso un semplice programma di database.

## Regola di Bessel
Per misurare gli angoli azimutali con il teodolite si deve eseguire la prima lettura con il cerchio verticale a sinistra (prima posizione d'uso) e la seconda con cerchio verticale a destra (seconda posizione d'uso). Si ottengono così le due letture coniugate. Per ottenere la lettura corretta, cioè priva di errori di eccentricità e di orizzontalità e ortogonalità, si calcola la media delle letture coniugate.

## Errori nelle misurazioni

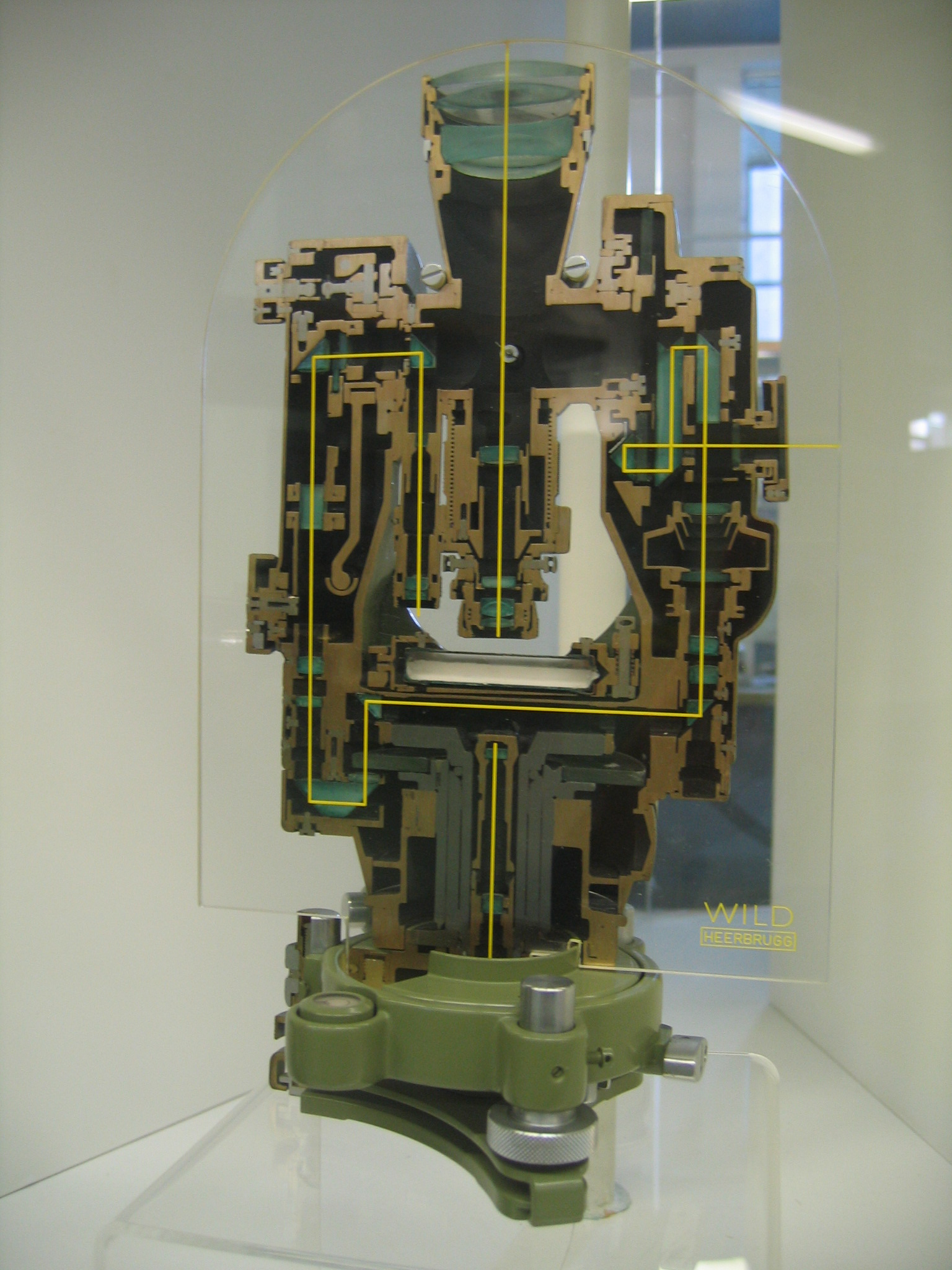
Un teodolite sezionato

Possono essere compiuti errori a causa di imprecisioni dello strumento, particolari condizioni ambientali e sbagli dell'operatore.
Le misurazioni effettuate sono corrette soltanto se lo strumento è rettificato. Le condizioni di rettifica sono:
- l'asse generale (principale) deve essere perfettamente verticale;
- l'asse di rotazione del cannocchiale deve essere orizzontale;
- l'asse di collimazione deve essere perpendicolare all'asse di rotazione del cannocchiale;
- i due cerchi (orizzontale o azimutale, e verticale o zenitale) devono essere ortogonali (perpendicolari) ai loro rispettivi assi;
- intersezione dei tre assi nel centro strumentale;
- la graduazione dei cerchi deve essere altamente precisa.

Anche se lo strumento è rettificato, possono esserci errori residui: errore residuo di verticalità, di inclinazione, di ortogonalità.
Possono esserci anche errori nella costruzione dello strumento:
- eccentricità dell'alidada;
- eccentricità dell'asse di collimazione;
- errore di graduazione dei cerchi;
- imperfetta graduazione dei due cerchi

## Stazione totale
Le nuove tecnologie hanno portato all'evoluzione del teodolite, infatti oggi la stazione totale è lo strumento comunemente utilizzato per il rilievo indiretto. Sostanzialmente si differenzia dal tradizionale teodolite ottico-meccanico per essere dotato di un distanziometro elettronico e di un computer per la memorizzazione e il calcolo dei dati. Consente di misurare angoli e distanze di una serie di punti e di determinarne la collocazione spaziale rispetto a un sistema di coordinate predefinito.
La stazione totale a differenza del GPS è uno strumento autonomo che non necessita della presenza di satelliti (ma risente delle condizioni atmosferiche come umidità e temperatura, che influiscono sull'indice di rifrazione aumentando l'errore medio), inoltre alcuni modelli sono in grado di mettersi automaticamente in posizione corretta senza l'intervento dell'operatore grazie al PC integrato.